# Vasa vasorum
Vasa vasorum, letterlijk 'vaten van vaten', zijn bloedvaten op het buitenste deel van de vaatwand bij grotere vaten.
Bij grote vaten zijn de buitenste delen van de vaatwand (de tunica adventitia, en in grotere vaten zelfs de buitenste delen van de tunica media) te ver van het bloed verwijderd om door diffusie gevoed te worden. In arteriën komen deze vaten meestal niet verder dan de buitenlaag van de media, terwijl zij bij venen tot vrij diep in de media kunnen doordringen.